# Evart-Hall
.

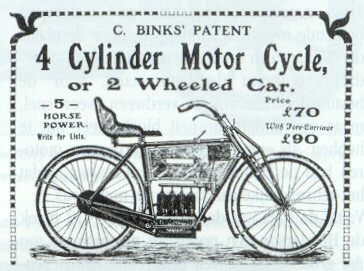
Deze Binks-motorfiets was identiek aan de Evart-Hall

Evart-Hall is een Brits historisch merk van motorfietsen.
De bedrijfsnaam was: Evart Hall Ltd. London.
In 1903 bouwde Evart-Hall al eencilinder-motorfietsen, maar in 1904 nam men via badge-engineering onder eigen naam de 385cc-vierlinder van Charles Binks over. Toen Binks in 1905 de productie beëindigde om zich te richten op de productie van zijn beroemde carburateurs, eindigde ook het merk Evart-Hall.